# Hugh John Bernard Cracroft
Hugh John Bernard Cracroft, britanski general, * 1905, † 1988.